# Hiệp ước hữu nghị, liên minh và tương trợ Trung-Xô
Hiệp ước hữu nghị, liên minh và tương trợ Trung-Xô (giản thể: 中苏友好同盟互助条约; phồn thể: 中蘇友好同盟互助條約; bính âm: Zhōng-Sū Yǒuhǎo Tóngméng Hùzhù Tiáoyuè), hay ngắn gọn là Hiệp ước Hữu nghị và Liên minh Trung-Xô, là hiệp ước liên minh được ký kết giữa Cộng hòa Nhân dân Trung Hoa và Liên Xô vào ngày 14 tháng 2 năm 1950. Nó dựa trên một mức độ đáng kể của Hiệp ước cùng tên năm 1945 đã được sắp xếp giữa Liên Xô và chính phủ Quốc Dân Đảng của Trung Quốc và đó là kết quả của các cuộc đàm phán kéo dài giữa Lưu Thiếu Kỳ và Joseph Stalin. Theo các điều khoản, Liên Xô đã công nhận Cộng hòa Nhân dân Trung Hoa và thu hồi sự công nhận đối với Trung Hoa Dân Quốc.
Mao đã tới Liên Xô để ký Hiệp ước sau khi các nội dung chi tiết của hiệp ước được ký kết, đây là một trong hai lần duy nhất ông đi du lịch bên ngoài Trung Quốc trong đời. Hiệp ước giải quyết một loạt các vấn đề như đặc quyền của Liên Xô ở Tân Cương và Mãn Châu. Cụ thể, tuyến đường sắt phía đông Trung Quốc và các cảng Đại Liên và Lữ Thuận sẽ được trả lại cho Trung Quốc. Một trong những điểm quan trọng nhất của nó là cung cấp khoản vay trị giá 300 triệu đô la từ Liên Xô cho Trung Quốc, vốn đã chịu thiệt hại về kinh tế và hậu cần chiến tranh từ hơn một thập kỷ chiến tranh khốc liệt. Hiệp ước không ngăn nổi mối quan hệ giữa Bắc Kinh và Moscow suy thoái nghiêm trọng vào cuối những năm 1950 - đầu những năm 1960, tại thời điểm chia rẽ Trung-Xô.
Sau khi hết hạn hiệp ước năm 1979, Đặng Tiểu Bình muốn Trung Quốc không đàm phán với Liên Xô trừ khi họ đồng ý với yêu cầu của Trung Quốc. Trong số đó có yêu cầu Liên Xô rút khỏi Afghanistan, rút quân khỏi biên giới Mông Cổ và biên giới Trung-Xô, đồng thời ngừng hỗ trợ Việt Nam xâm chiếm Campuchia. Hết hạn hiệp ước cho phép Trung Quốc tấn công Việt Nam, một đồng minh của Liên Xô, bùng nổ Chiến tranh Đông Dương lần thứ ba như là một phản ứng trước cuộc xâm lược của Việt Nam vào Campuchia, vì hiệp ước khi chưa hết hạn đã ngăn Trung Quốc tấn công các đồng minh của Liên Xô.